# El vagó de tercera classe
El vagó de tercera classe és el títol d'un quadre d'Honoré Daumier, pintat el 1864, a la col·lecció del Metropolitan Museum of Art de Nova York. Una obra similar de Daumier està exposada a la Galeria Nacional del Canadà.
El vagó de tercera classe mostra l'interès de l'autor en les vides de la classe obrera parisenca. L'objectiu de Daumier en aquest quadre és el de denunciar la pobresa. Per això, el pintor francès dibuixa el vagó amb pocs bancs, brut, ple de gom a gom per aquells que no es poden permetre un bitllet de primera o segona classe.
En el bancs que encara l'espectador hom pot veure, d'esquerra a dreta, una dona sostenint el seu nadó, una anciana amb els braços plegats sobre un cistell i un noi jove adormit.
El quadre entrà al Metropolitan Museum el 1929.